# Mallosia tristis
Mallosia tristis es una especie de escarabajo longicornio del género Mallosia, tribu Phytoeciini, subfamilia Lamiinae. Fue descrita científicamente por Reitter en 1888.

## Descripción
Mide 20-26 milímetros de longitud.

## Distribución
Se distribuye por Azerbaiyán, Irán y Turquía.